# 达荷美王国
達荷美王國是非洲歷史上的一個王國，位於今日貝南，存在時間大致為1600年至1894年期間。1894年，最後一任握有實權的國王貝漢津遭法軍擊敗並投降，王國被併入法蘭西殖民帝國。
達荷美王國起源于阿波美平原，为丰族人在17世纪早期建立。18世纪征服大西洋沿岸的主要城市，成为地区强国。18至19世纪大部分时期，達荷美王國都是该地区的重要国家，1823年后便不再是奥约帝国的朝贡国，其国内经济建立于征服和奴役之上。其与欧洲人建立国际贸易，实行中央集权、建立税收制度。
達荷美國王居住的阿波美王宫现已被列为世界遗产。

## 達荷美國王列表
1. 杜-阿克林（英语：Do-Aklin）：約1600年－1620年
2. 達科多努（英语：Dakodonou）：1620年－1645年
3. 胡格巴賈（英语：Houegbadja）：1645年－1680年
4. 阿佧巴（英语：Akaba of Dahomey）：1680年－1708年
5. 阿加扎（英语：Agaja）：1708年－1740年
6. 特格貝蘇（英语：Tegbesu）：1740年－1774年
7. 克賓格拉（英语：Kpengla）：1774年－1789年
8. 阿貢格羅（英语：Agonglo）：1790年－1797年
9. 阿丹杜贊（英语：Adandozan）1797年－1818年
10. 蓋佐（英语：Ghezo）：1818年－1858年
11. 格萊萊（英语：Glele）：1858年－1889年
12. 貝漢津：1889年－1894年
13. 阿戈利-阿格博（英语：Agoli-agbo）：1894年－1900年

## 官制列表
| 頭銜   | 職能                         |
| ------ | ---------------------------- |
| Mehou  | 王宮總管、王子監獄負責人     |
| Migan  | 首相、大法官                 |
| Gaou   | 戰爭大臣                     |
| Possou | 陸軍副大臣                   |
| Adjaho | 王家檢察官、王國道德警政首長 |
| Tokpo  | 農業大臣                     |